# Dolton (Illinois)
Dolton ist eine Gemeinde (mit dem Status Village) im Cook County im Nordosten des US-amerikanischen Bundesstaates Illinois. Das U.S. Census Bureau hat bei der Volkszählung 2020 eine Einwohnerzahl von 21.426 ermittelt.
Dolton liegt im Süden der Metropolregion Chicago.

## Titel
Dolton wird häufig als Gateway to the South Suburbs betitelt.

## Geographie
Dolton liegt südlich von Chicago, nahe dem Michigansee. Von Dolton in die Innenstadt sind es circa 23 Meilen.
Der Des Plaines River fließt in der Nähe.

### Umliegende Städte und Ortschaften
Im Norden grenzt Dolton an Chicago, im Osten an Calumet City, im Süden an South Holland und im Westen an Riverdale und Harvey.

## Geschichte
Dolton wurde im Jahr 1837 gegründet. Das Dorf wurde nach ihrem Gründer George Dolton benannt. Im Jahre 1892 folgte die Incorpartion als Dorf, also die offizielle Eintragung ins Städtebuch.

## Wirtschaft
Durch die Nähe zu Chicago hat Dolton eine florierende Wirtschaft. So heißt es auf der offiziellen Seite: „Die Stadt zerplatze“ aufgrund der vielen Neuöffnungen und des Wachstums.

## Infrastruktur
Dolton profitiert auch hinsichtlich der ausgezeichneten Infrastruktur von der Nähe zu Chicago. Der Flughafen Chicago ist circa 40 Meilen entfernt. Die Autobahnen Interstate 94, Interstate 57, Interstate 80, Interstate 90 und Interstate 294.
Der Michigansee ist etwa 10 Meilen von Dolton entfernt.

## Politik
Dolton liegt im zweiten Congressional District (ungefähr Bundeswahlkreis) Illinois’.
Ronnie C. Lewis war seit April 2009 als Bürgermeister im Amt, im April 2013 wurde Riley H. Rogers zum Bürgermeister gewählt und 2017 im Amt bestätigt.

## Sehenswürdigkeiten, Seen und Parks
- Wasserturm von Dolton
- Lake Cottage Grove
- Lake Victory
- Needles Park
- Dolton Park

## Demografische Daten
Nach der Volkszählung im Jahr 2010 lebten in Dolton 23.153 Menschen in 7.829 Haushalten. Die Bevölkerungsdichte betrug 1.962,1 Einwohner pro Quadratkilometer.
Ethnisch betrachtet setzte sich die Bevölkerung zusammen aus 6,2 Prozent Weißen, 90,9 Prozent Afroamerikanern, 0,1 Prozent amerikanischen Ureinwohnern, 0,3 Prozent Asiaten sowie aus anderen ethnischen Gruppen; 1,3 Prozent stammten von zwei oder mehr Ethnien ab. Unabhängig von der ethnischen Zugehörigkeit waren 2,7 Prozent der Bevölkerung spanischer oder lateinamerikanischer Abstammung.
In den 7.829 Haushalten lebten statistisch je 2,94 Personen.
28,4 Prozent der Bevölkerung waren unter 18 Jahre alt, 62,5 Prozent waren zwischen 18 und 64 und 9,1 Prozent waren 65 Jahre oder älter. 54,4 Prozent der Bevölkerung war weiblich.

Das jährliche Durchschnittseinkommen eines Haushalts lag bei 51.090 USD. Das Pro-Kopf-Einkommen betrug 19.588 USD. 18,4 Prozent der Einwohner lebten unterhalb der Armutsgrenze.

## Bekannte Bewohner
- Leo XIV. (* 1955), Papst
- Jane Lynch (* 1960), Schriftstellerin, Sängerin, Komikerin und Schauspielerin
- Donovan McNabb (* 1976), American-Football-Spieler
- Richard Roeper (* 1959), Journalist und Filmkritiker